# 103733 Bernardharris
103733 Bernardharris este o planetă minoră (asteroid) din centura de asteroizi. A fost descoperită pe 5 februarie 2000 la Observatorul Național Kitt Peak de Marc Buie⁠(d). 
Obiectul prezintă o orbită caracterizată de o semiaxă mare de 2,3209839210252 UAi, o excentricitate de 0,12780488315619, o înclinație de 7,1557305361138 ° în raport cu ecliptica.